# Neuroplaszticitás
A neuroplaszticitás a neurológián belül az agy és idegrendszer mind strukturális és funkcionális változásaival foglalkozó tudományág, amely a 20. század közepén és végén alakult ki. Sok agykutató váratlan felfedezéseket tett az 1960-as évek végén és az 1970-es évek elején, s ők az ún. Neuroplasztikusok. A szó összetétele: Neuro =neuron, azaz az agyat és az idegrendszert alkotó idegsejtekre utal; Plasztikus = a változtathatóságra, képlékenységre utal. Több évtizedes kutatások kimutatták, hogy az agy minden egyes tevékenysége során megváltoztatja önnön szerkezetét, és folyamatosan tökéletesítgeti áramköreit, hogy az adott feladatokat jobban tudja elvégezni.
Ha bizonyos részei meghibásodnak, akkor néha más részek veszik át azok feladatait, ekkor kompetitív plaszticitásról beszélünk. A neurológiai kutatások igazolták, hogy a gondolkozás, a tanulás és a cselekvés képes lehet a gének be- és kikapcsolására, s ezen keresztül agyunk anatómiájának (fizikai szerkezet) és viselkedésünknek (élettani) a formálására. A neuroplaszticitás nemcsak rugalmasabbá, hanem merevebbé is teheti a viselkedést - e jelenségnek a plasztikus paradoxon nevet adták.
Az agyi rendszerek fejlődéséhez is szükség van környezeti ingerekre.

## Kritikus időszak - Kompetitív plaszticitás
A kritikus időszak, vagyis az az időintervallum, amelyben különösen plasztikus és érzékeny agyunk a környezeti ingerekre, és amelyben gyors fejlődésre képes, minden idegi rendszernél eltér. A hosszú távú plasztikus változásokhoz nagyon fontos az igazi figyelem, koncentráció. A plaszticitás a gyermekkor elválaszthatatlan része, míg a felnőttkorban kompetitív plaszticitás jellemző.
Egy idegi növekedési faktor az un. BDNF (brain -derived neurotrophic factor) kulcsszerepet játszik a kritikus időszakban bekövetkező plasztikus agyi változások megerősítésben. Bekapcsolja a nucleus basalist, azaz agyunknak azt a részét amely lehetővé teszi a figyelem összpontosítását - és bekapcsolva tartja azt az időszak teljes tartalma alatt. A felnőttkorban jellemző kompetitív plaszticitás, azaz versengő plaszticitás, csak a számára fontos információk tanulásakor kapcsolja be a BDNF-t. A gyermekkori kritikus plaszticitás szakaszos, de folyamatosan működő funkció a kamaszkori agyi változásokig tart.

## Neurogenezis
A tartósan ingergazdag környezet neurogenezist vált ki ill. az agy jó kondícióban tartásához új dolgok tanulása szükséges.
A hippocampusban lévő idegsejtek számának növelése és a már meglévő sejtek élettartamának meghosszabbítása gyakorlatilag is lehetséges.
A testmozgás és a tanulás egymást kiegészítő módon hatnak: az első új őssejteket hoz létre, a második pedig növeli az élettartamukat. A testmozgás új idegsejteket hoz létre, fokozza az oxigén felvételt, így táplálja az agyat. Fokozza a BDNF nevű, az idegek növekedését serkentő vegyület termelését és felszabadítását, s ez indítja be a plasztikus változásokat is.A mozgás serkentő hatást gyakorol az agy érző- és motoros kérgére, s így tartja karban az egyensúlyi rendszert.
Minden ami jó kondícióban tartja a szívet és az ereket, az az agyra is igaz, ezért az egészséges táplálkozás nagyban hozzájárul e változásokhoz.